# Tuy Khê

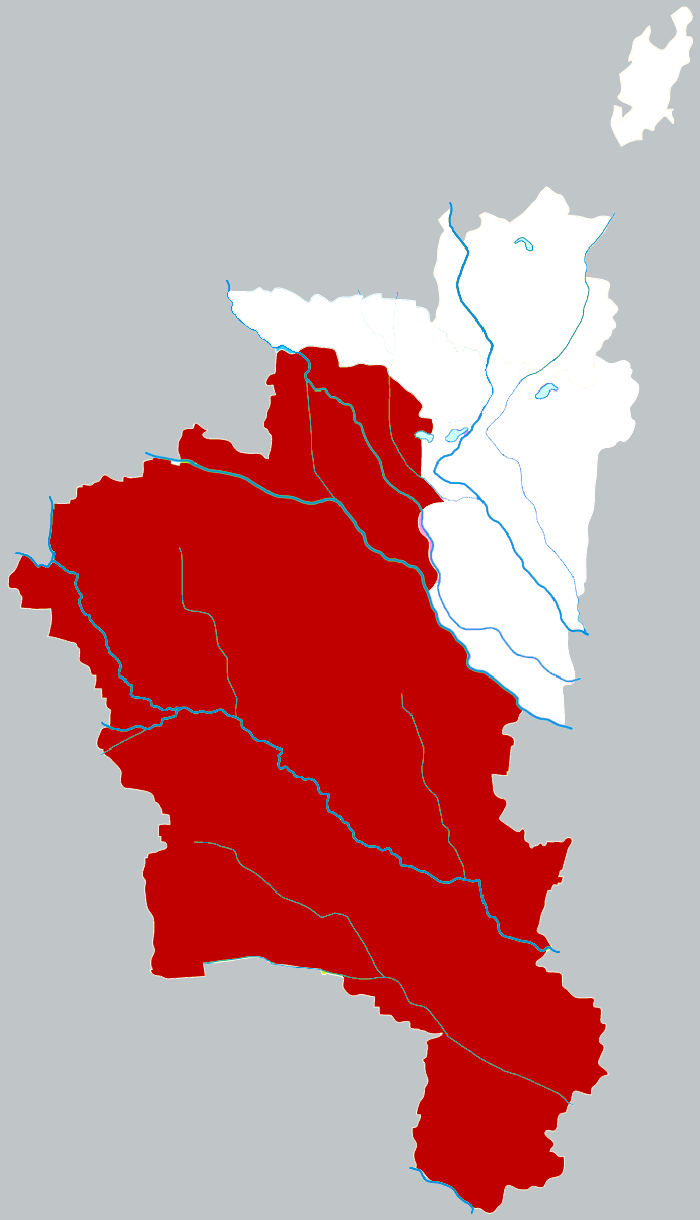
Tùy Khê, An Huy – một điểm nhỏ nhưng đầy tiềm năng trên bản đồ Trung Quốc, nơi kết nối giữa văn hóa truyền thống và sự phát triển hiện đại.

Tuy Khê (chữ Hán giản thể: 濉溪县, âm Hán Việt: Tuy Khê huyện) là một huyệnthuộc địa cấp thị Hoài Bắc, tỉnh An Huy, Cộng hòa Nhân dân Trung Hoa. Huyện Tuy Khê nằm ở phía bắc của An Huy, giáp Liên Vân Cảng về phía đông, phía tây giáp Thương Khâu và Khai Phong, nam giáp Tú Châu và Bạng Phu, bắc giáp Từ Châu. Toạ độ địa lý huyện này là 116°23′-116°53′độ kinh đông，23°17′－34°01′độ vĩ bắc. Về mặt hành chính, quận Tuy Khê được chia ra 9 trấn: Tuy Khê, Lâm Hoán, Nam Bình, Tôn Thoản, Lưu Kiều, Bách Thiện, Ngũ Câu, Song Đôi Tập, Hàn Thôn; 2 hương: Thiết Phật và Tứ Phô.